# Avatar Studios

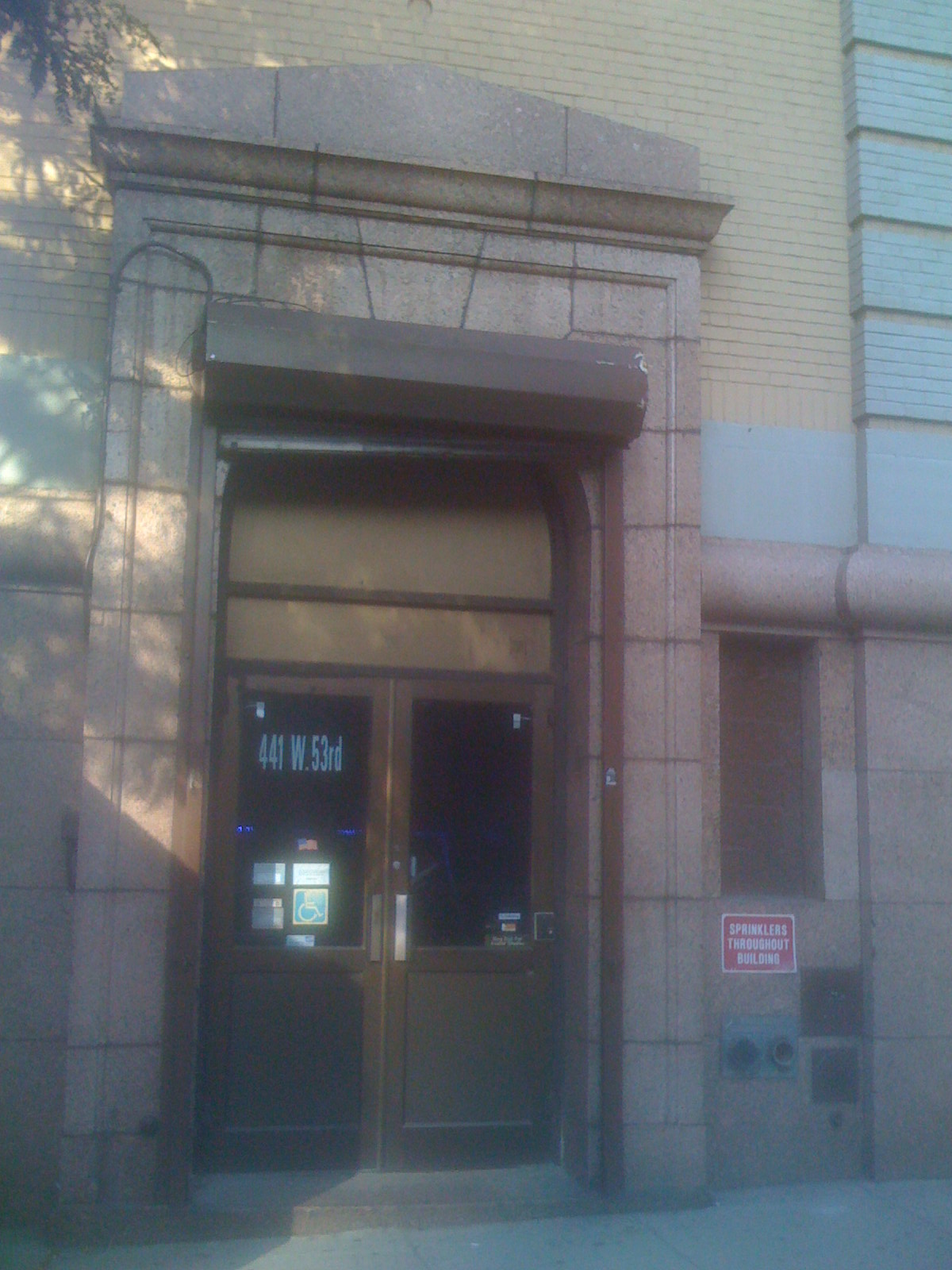
Entrada do Avatar Studios

O Avatar Studios, antes conhecido como The Power Station, é um estúdio de gravação situado na 441 West 53rd St. em Manhattan, Nova Iorque, Estados Unidos. O prédio originalmente abrigou a companhia de energia Consolidated Edison, mas após um período de inatividade, foi usado como estúdio de som para o game show de TV Let's Make a Deal. Em 1977 ele foi reconstruído como um estúdio de gravação pelo produtor Tony Bongiovi e ganhou notoriedade como um dos estúdios com melhor tratamento acústico do mundo. O estúdio ganhou vários prêmios ao longo dos anos, incuindo um "Les Paul Award for Special Lifetime Achievement" em 1991.
O complexo foi renomeado como "Avatar Studios" em maio de 1996, ao ser incorporado pela Avatar Entertainment Corporation.
Entre os muitos artistas que já gravaram no Avatar Studio, incluem-se:
- Aerosmith
- Bruce Springsteen
- David Bowie
- Dream Theater
- George Michael
- John Lennon